# Zachowanie antyspołeczne
Zachowanie antyspołeczne – nieadekwatne funkcjonowanie w rolach społecznych charakteryzujące się agresywnymi formami niedostosowania z przewagą aktywności, pobudzenia, wyraźnej agresji i wrogości.
Symptomami takich zachowań są:
- silne dążenia do szkodzenia innym osobom,
- bezinteresowne okrucieństwo,
- brak wrażliwości moralnej,
- stosowanie przemocy w stosunkach interpersonalnych.